# Arizona State Route 88
Die Arizona State Route 88 (kurz AZ 88) ist eine State Route im US-Bundesstaat Arizona, die in Nord-Süd-Richtung verläuft.
Die State Route beginnt am U.S. Highway 60 in Apache Junction und endet in der Nähe des Roosevelt Dams an der Arizona State Route 188. Sie folgt dem Verlauf des Salt River von Tortilla Flat bis zum Roosevelt Dam. Die Straße war früher bis zum Bau der Arizona State Route 87 die wichtigste Straße nach Payson und wurde bis Globe verlängert. Dieser Abschnitt gehört heute zur Arizona State Route 188.